# Potlačení nedůvěry
Potlačení nedůvěry (anglicky Suspension of disbelief) je naratologický pojem popisující čtenářovo či divákovo dobrovolné ustoupení od nároků na skutečnost, uvěřitelnost nebo logiku fikčních světů za účelem lepšího ponoření se do uměleckého díla a zážitku z něj. Tento výraz poprvé použil anglický romantický básník a literární kritik Samuel Taylor Coleridge ve svém díle Biographia Literaria z roku 1817 ve vztahu ke sbírce Lyrické balady, ve které mají Coleridgovy básně fantastické motivy. Ve své eseji O pohádkách anglický filolog  J. R. R. Tolkien koncept vědomého potlačení nedůvěry odmítl a popsal alternativu „druhého světa“ vytvořeného autorem díla, do kterého čtenář ve své mysli vstupuje a jehož pravidly se  musí řídit, což dával do kontrastu s potlačením nedůvěry a nahlížením z „prvního (reálného) světa“ do toho fikčního. V angličtině se toto slovní spojení někdy užívá idiomaticky mimo literární či kinematografický kontext v širším významu k hodnocení něčeho jako těžko uvěřitelné.